# Grecja na Zimowych Igrzyskach Olimpijskich 1980
Grecję na Zimowych Igrzyskach Olimpijskich 1980 reprezentowało trzech zawodników, którzy wystartowali w narciarstwie alpejskim.
Chorążym był narciarz alpejski Lazaros Archondopulos.
Był to dziewiąty start Grecji na zimowych igrzyskach olimpijskich.

## Narciarstwo alpejskie
Mężczyźni
| Zawodnik              | Konkurencja   | 1. przejazd | 1. przejazd | 2. przejazd | 2. przejazd | Czas końcowy     | Pozycja          | Źródło |
| Zawodnik              | Konkurencja   | Czas        | Pozycja     | Czas        | Pozycja     | Czas końcowy     | Pozycja          | Źródło |
| --------------------- | ------------- | ----------- | ----------- | ----------- | ----------- | ---------------- | ---------------- | ------ |
| Lazaros Archondopulos | Slalom gigant | 1:36.32     | 57.         | 1:39.91     | 48.         | 3:16.23          | 48.              | [ 1 ]  |
| Lazarakis Kiechajas   | Slalom gigant | 1:42.16     | 61.         | 1:41.24     | 49.         | 3:23.40          | 51.              | [ 1 ]  |
| Janis Stamatiu        | Slalom gigant | 1:41.80     | 60.         | 1:43.19     | 51.         | 3:24.99          | 52.              | [ 1 ]  |
| Janis Stamatiu        | Slalom        | 1:10.86     | 39.         | 1:07.27     | 33.         | 2:18.13          | 33.              | [ 2 ]  |
| Lazarakis Kiechajas   | Slalom        | DNF         | DNF         | NQ          | NQ          | Nieklasyfikowany | Nieklasyfikowany | [ 2 ]  |
| Lazaros Archondopulos | Slalom        | DQ          | DQ          | NQ          | NQ          | Nieklasyfikowany | Nieklasyfikowany | [ 2 ]  |